# Джеймс Ієн Кіркланд
Джеймс Ієн Кіркланд (англ. James Ian Kirkland; 24 серпня 1954, Веймаут, Массачусетс, США) — американський палеонтолог та геолог. Він працював з рештками динозаврів з південного заходу Сполучених Штатів Америки та Мексики та був відповідальним за відкриття нових важливих родів. Він назвав (або працював з іншими над назвою) Animantarx, Cedarpelta, Eohadrosaurus (nomen nudum, тепер називається Eolambia), Jeyawati, Gastonia, Mymoorapelta, Nedcolbertia, Utahraptor, Zuniceratops, Europelta і Diabloceratops. На тому ж місці, де він знайшов гастонію і ютараптора, Кіркланд також розкопав скам'янілості теризинозавра Falcarius.

## Біографія
Народився 24 серпня 1954 року у Веймуті, штат Массачусетс. Закінчив Маршфілдську середню школу, Массачусетс. Здобув ступінь бакалавра геологічних наук у 1972 р. у Гірничо-технологічному інституті Нью-Мексико. У 1977 здобув магістра геології в Університеті Північної Арізони і, нарешті, доктора філософії у 1983 р. в Університеті Колорадо.
Він є ад'юнкт-професором геології в Державному коледжі Меса, ад'юнкт-доцентом в Університеті Юти та науковим співробітником Денверського музею природознавства в Денверському музеї природи та науки. Протягом останніх двох десятиліть він працює палеонтологом штату в Геологічній службі штату Юта. Він видає дозволи на палеонтологічні дослідження на землях штату Юта, стежить за палеонтологічними дослідженнями та проблемами по всьому штату, а також просуває палеонтологічні ресурси штату для суспільного блага.

### Сфера діяльності
Експерт з мезозою, він провів понад тридцять років, розкопуючи скам'янілості на південному заході США та Мексики, і є автором та співавтором понад 75 фахових праць. Серед його інтересів — реконструкція давніх морських і наземних середовищ, біостратиграфія, палеоекологія та масові вимирання. Окрім динозаврів, він описав і дав назви багатьом викопним молюскам і рибам.
Його дослідження в середній крейді штату Юта вказують на те, що виникнення Аляски та перший великий азійсько-північноамериканський фауністичний обмін відбулися близько 100 мільйонів років тому, що підтвердили його численні подорожі до Китаю та Монголії.